# Sartu
Sartu är ett stadsdistrikt och säte för stadsfullmäktige i Daqing i Heilongjiang-provinsen i nordöstra Kina.
Orten kan spåra sitt ursprung tillbaka till 1898, då Ryssland anlade den Östra kinesiska järnvägen genom norra Manchuriet och byggde en station med namnet "Sartu" (Сарту, 萨尔图站). 1913 fick orten status som härad med namnet Anda (安达县). Åren 1931-45 ingick Anda i den japanska lydstaten Manchukuo och blev då köpingen Xingren (兴仁镇). Efter Japans nederlag i andra världskriget återfick orten namnet Sartu.
På 1950-talet upptäcktes oljefyndigheter i området och när Daqing grundades 1959 blev Sartu centralort i den nya staden.